# Ongeveer (single)
Ongeveer is een single van de Nederlandse zangeres Eefje de Visser uit 2013. Het stond in hetzelfde jaar als eerste track op het album Het is.

## Achtergrond
Ongeveer is geschreven door en geproduceerd door Eefje de Visser. Het is een Nederlandstalige indiepop lied waarin de zangeres zingt over het maken van een reis. De zangeres omschreef de betekenis als volgend: "Met deze plaat wil ik zeggen dat je duidelijke keuzes moet maken, dat je bewust moet kiezen om dingen mee te maken. Je moet niet wachten tot het geluk je kant opkomt. En je moet ook een beetje kunnen romantiseren, en niet alles afvlakken of relativeren." De single was de voorloper van het album Het is. Opvallend is dat de tekst van het lied begint met dezelfde woorden die de titel van het album vormen. 

## Hitnoteringen
Commercieel gezien had de zangeres weinig succes met het lied. De Nederlandse hitlijsten werden niet gehaald. In België werd ook de Vlaamse Ultratop 50 niet gehaald, maar daar was er wel een notering in de Ultratip 100; de 69e plaats.